# Josef von Buseck
 Josef Augustin Karl Ignatz Johannes Nepomuk von Buseck (* 12. September 1736 in Fulda; † 7. August 1798 in Bamberg) war Geheimer Rat des Fürstbischofs von Bamberg.

## Leben

### Familie
Josef von Buseck entstammte dem Lahngauer Adelsgeschlecht Buseck und war ein Sohn des Freiherrn Ernst von Buseck (1686–1754) und dessen Gattin Maria Anna Kunigund Antonia Felicita Josefa geb. von Butlar (1701–1773).
Sein Bruder Christoph Franz (1724–1805) war Fürstbischof von Bamberg. Am 4. September 1764 heiratete er in Fulda Edmunda Antonia Freiin von Buseck († 1796). Die Ehe blieb kinderlos.

### Wirken
Buseck stand zunächst in Diensten des Fuldaer Fürstbischofs Amand von Buseck, der sein Onkel war. Er wurde Kammerherr und war als Oberamtmann der oberste Dienstmann des vom Landesherrn geschaffenen Amtes.
Später wurde er Geheimer Rat des Fürstbischofs von Bamberg.
Nach dem Tod seiner Mutter im Jahre 1773 übernahm er die Herrschaft Eppelborn.